# Artemisia echegarayi
Artemisia echegarayi là một loài thực vật có hoa trong họ Cúc. Loài này được Hieron. mô tả khoa học đầu tiên năm 1881.